# Craspedacusta sichuanensis
Craspedacusta sichuanensis is een hydroïdpoliep uit de familie Olindiasidae. De poliep komt uit het geslacht Craspedacusta. Craspedacusta sichuanensis werd in 1984 voor het eerst wetenschappelijk beschreven door He & Kou. 